# Colaptes chrysoides
El carpintero de California o carpintero dorado (Colaptes chrysoides) es una especie de ave piciforme de la familia Picidae que vive en las regiones desérticas del suroeste de Norteamérica.

## Descripción

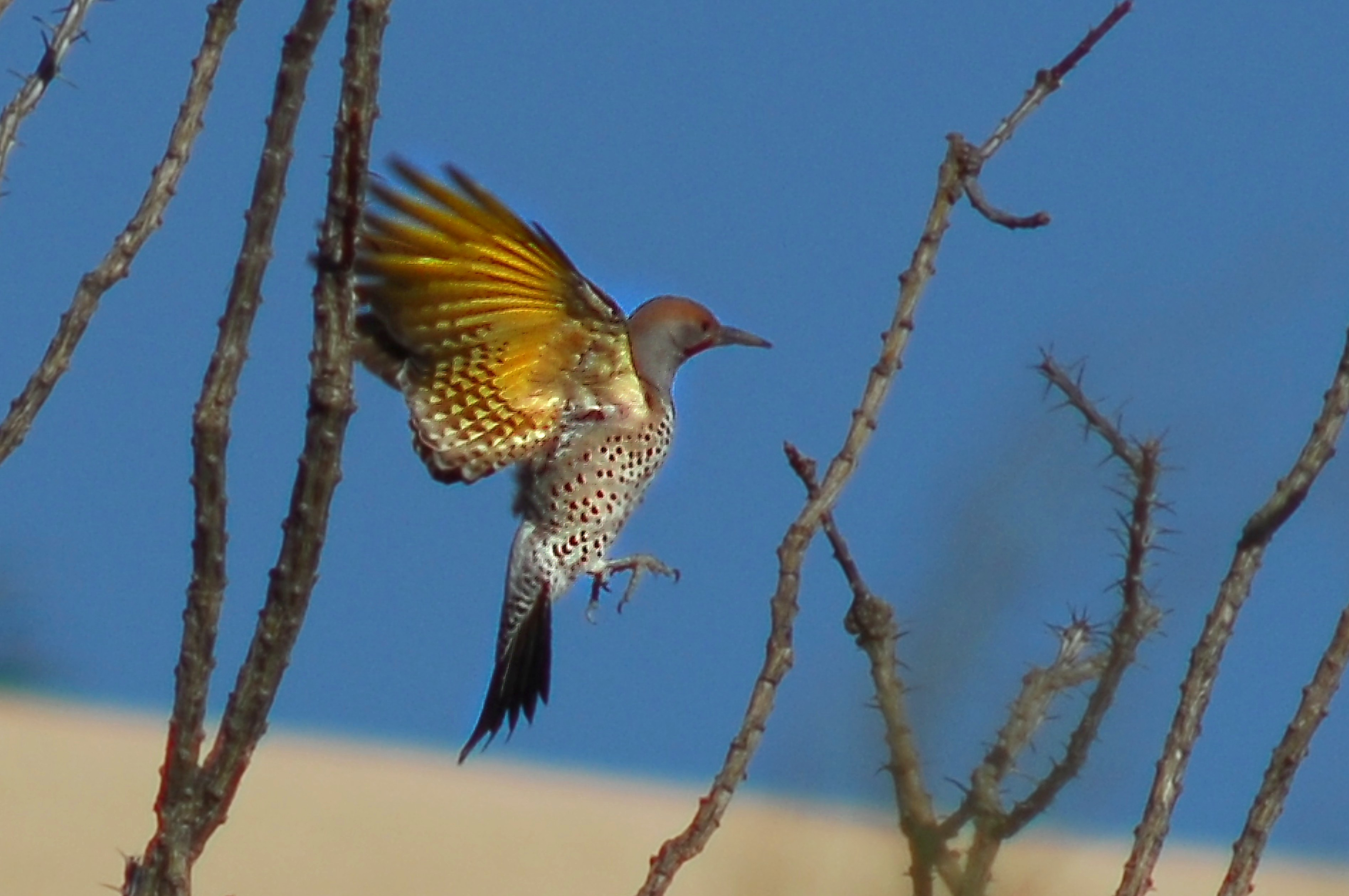
En vuelo se ve la parte amarilla de sus alas.

El carpintero de California mide unos 29 cm de largo. El plumaje de sus partes superiores es principalmente gris, con veteado negro en espalda, alas y cola. Su píleo es de color ocre. Sus partes inferiores son blancas o blanquecinas con motas negras. Presenta en la parte superior de su pecho una mancha negra en forma de media luna tumbada. En vuelo puede observarse que la parte inferior de sus alas es amarilla. Ambos sexos tienen un aspecto similar, aunque se diferencian en que los machos presentan bigoteras rojas. Se distingue del carpintero escapulario, que se encuentran en la misma región, porque este tiene la parte inferior de las alas rojas.

## Distribución y hábitat

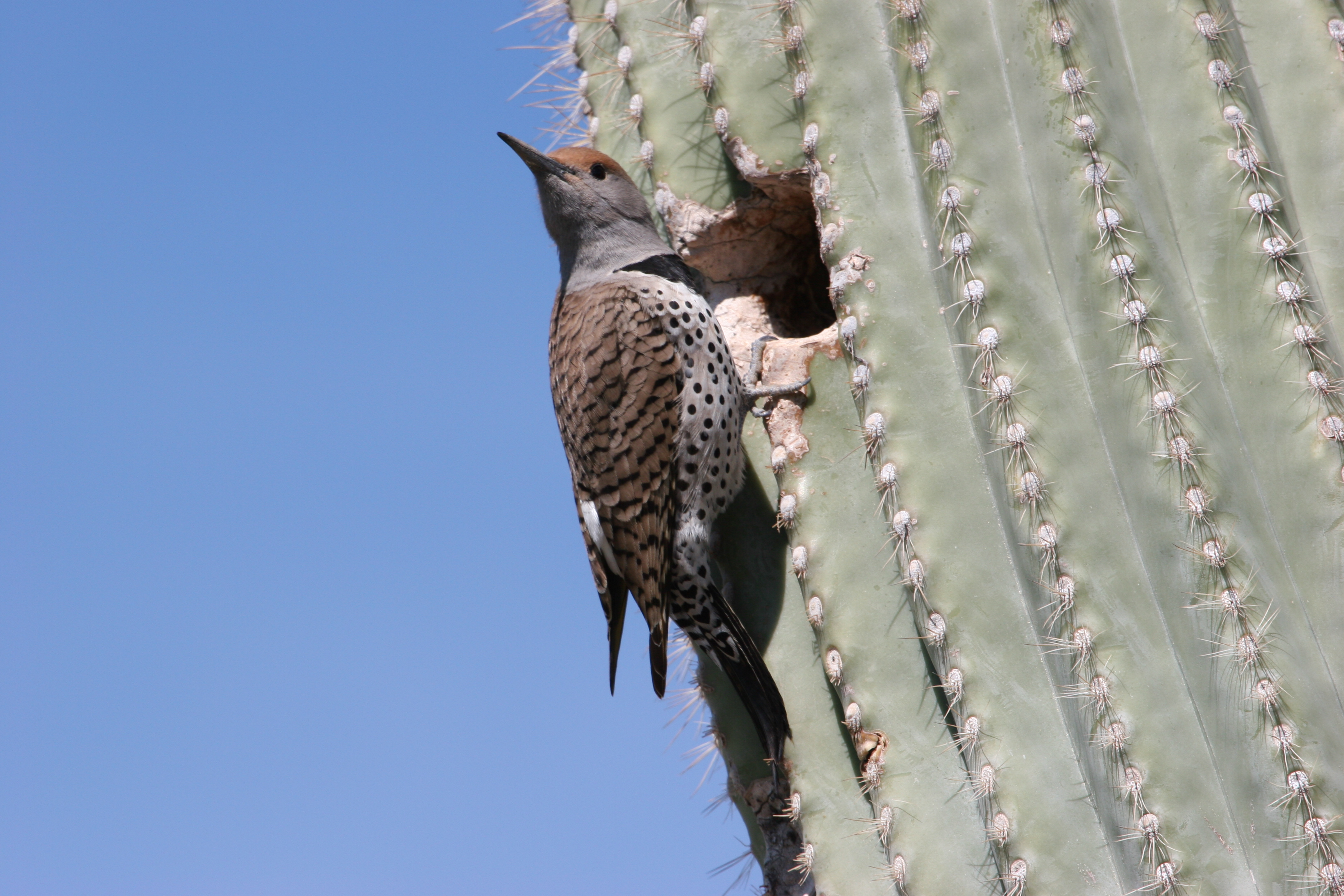
Hembra en la puerta de su nido en un cactus.

Es encuentra en el suroeste de Estados Unidos y el noroeste de México, distribuido por los desiertos de Sonora, Yuma, el este del desierto del Colorado y de la península de California excepto su región noroccidental.
El carpintero de California anida frecuentemente en huecos perforados en la parte superior de grandes cactus saguaro. El cactus se defiende de la desecación por el hueco del nido segregando una savia que se endurece originando una estructura rígida e impermeable denominada bota de saguaro. En cambio los carpinteros escapulario suelen anidar en los árboles de ribera y rara vez en los saguaros. Ambas especies ocasionalmente hibridan en las estrechas regiones donde solapan sus áreas de distribución.